# Enterprise (Schiff, 1799)
Die Enterprise war ein Schiff der US Navy, das im Ersten Barbareskenkrieg und im Krieg von 1812 eingesetzt wurde. Ursprünglich als Schoner gebaut, wurde das Schiff im Laufe der Jahre mehrmals umgebaut und letztendlich als Brigg getakelt.

## Geschichte
1799 entwarf Henry Spencer in Baltimore die erste Enterprise der amerikanischen Marine, später auch als „Lucky Little Enterprise“ bekannt, die unter seiner Leitung gebaut wurde und im selben Jahr vom Stapel lief.
Am 26. Juni 1801 traf die Enterprise im Mittelmeer ein, um an den Operationen der US-Navy gegen die Barbareskenstaaten teilzunehmen, die den Seehandel der Amerikaner bedrohten. Am 1. August des Jahres griff sie die Tripoli an, die ebenso wie das tunesische Schiff Paulina (17. Januar 1803) erobert wurde. Im Juni 1803 führte die Enterprise eine Reihe von Küstenangriffen durch und traf sich am 23. Dezember mit der Constitution, mit deren Hilfe es am 17. Januar 1804 gelang, die tripolitanische Ketsch Mastico zu kapern.
Im Winter 1804/1805 wurden am Schiff in Venedig Reparatur- und Renovierungsarbeiten durchgeführt. Spanische Kanonenboote griffen die Enterprise am 15. August 1806 an, worauf sie sich beschädigt auf den Rückweg in die Vereinigten Staaten machen musste, die sie im Jahr 1807 erreichte. Von 1810 bis 1811 nahm die amerikanische Marine das Schiff aus dem aktiven Dienst und überholte es in der Washington Navy Yard. Bereits im April 1811 kehrte die Enterprise in den aktiven Dienst zurück.
Im Krieg von 1812 gelang es der Besatzung der Enterprise, am 5. September 1813 das britische Schiff HMS Boxer in der Nähe von Portland (Maine) aufzubringen. In Portland selbst wurden erneut Reparaturen durchgeführt. Anschließend segelte die Enterprise zusammen mit der Rattlesnake in die Karibik, wo insgesamt drei weitere Schiffe erbeutet wurden.
Zwischen Juli und November 1815 wurde die letzte Mittelmeerexpedition durchgeführt. Zwei Jahre später, im November 1817 bekämpfte die Enterprise in der Karibik und im Golf von Mexiko Schmuggler, Piraten und Sklavenhändler, wobei im Verlauf der Mission insgesamt 13 Schiffe beschlagnahmt wurden. Am 9. Juli 1823 lief das Schiff in der Nähe von Klein Curaçao auf Grund und brach auseinander. Die Besatzung erlitt dabei keine Verluste.

## Trivia
In dem Film Star Trek: Treffen der Generationen wird eine Simulation der Enterprise auf dem Holodeck des gleichnamigen Raumschiffes USS Enterprise (NCC-1701-D) als zeremonieller Ort der Beförderung Lieutenant Worfs gezeigt. Im Film wurde die Brigg Enterprise durch den Nachbau der Lady Washington dargestellt.